# 永遠なる愛
『永遠なる愛』（原題：Eternity）は、アリス・コルトレーンが1975年に録音・1976年に発表したスタジオ・アルバム。

## 背景
コルトレーンはインパルス!レコードを離れた後、カルロス・サンタナとのコラボレーション・アルバム『啓示』（1974年）を経て1975年にワーナー・ブラザース・レコードと新たに契約を得て、本作のリリースに至った。なお、サンタナは本作にも「a friend」という変名で参加し、パーカッションを演奏している。収録曲のうち「賢者の瞳」はハープの独奏で、「オム・シュプリーム」はエレクトリックピアノと総勢6名のボーカルによる録音である。

## 評価
Thom Jurekはオールミュージックにおいて5点満点中4点を付け、全体像に関して「オーケストラからトリオまで多彩な編成において、コルトレーンは言葉にできないものを見出し、そして演奏している」、イーゴリ・ストラヴィンスキー「春の祭典」からの抜粋に関して「彼女は見事にオーケストラを統制し、この断片のニュアンスや機微を読み解いており、この曲を録音した他のアーティストにも負けていないと言える」と評している。また、ジェニファー・ルーシー・アランは2020年、『ガーディアン』紙において「彼女のアルバムの中では、特にメインストリーム寄りのものの一つ」「他の作品と比べると統一性に欠ける。とはいえ、ウーリッツァーの大仰なソロがストリングスに包まれているオープニング曲は、あまりにも不当評価されている」と評している。

## 収録曲
特記なき楽曲はアリス・コルトレーン作。
1. スピリチュアル・エターナル - "Spiritual Eternal" - 2:56
2. 賢者の瞳 - "Wisdom Eye" - 3:10
3. ロス・カバロス - "Los Caballos" - 11:27
4. オム・シュプリーム - "Om Supreme" - 9:28
5. 朝の礼拝 - "Morning Worship" - 3:36
6. 「春の祭典」より - "Spring Rounds (from The Rite of Spring)" (Igor Stravinsky) - 6:01

## 参加ミュージシャン
- アリス・コルトレーン - オルガン(on #1, #3, #5, #6)、ハープ(on #2)、ローズ・ピアノ(on #4)、タンプーラ(on #5)、ティンパニ(on #6)、シンバル(on #6)
- チャーリー・ヘイデン - ベース(on #1, #3, #5, #6)
- ベン・ライリー - シンバル(on #2)、ドラムス(on #1, #3, #5)、バスドラム(on #6)、ゴング(on #6)
- a friend（カルロス・サンタナ） - ティンバレス(#3)、スモール・パーカッション(on #5)
- アルマンド・ペラーサ - コンガ(on #3, #5)
- エド・ミッチェル - ウィンドチャイム(on #5)
- ポール・フォアベルク、ウィリアム・ヨーマンズ、エドワード・カンシーノ、スーザン・ジュディ、ジーン・パッカー、デボラ・クーマー - ボーカル(on #4)

下記のミュージシャンは1975年8月15日のセッションのみ参加。
- ルイーズ・ディトゥリオ - ピッコロ(on #6)
- フレッド・ジャクソン、ヒューバート・ロウズ - フルート(on #1, #6)
- ジェローム・リチャードソン - ソプラノ・サクソフォーン(on #1)、アルトフルート(on #6)
- ジャッキー・ケルソ、テリー・ハリントン - テナー・サクソフォーン(on #1)、クラリネット(on #6)
- ジュリアン・スピアー - バスクラリネット(on #6)
- ドン・クリストリーブ、ジャック・マーシュ - バスーン(on #1, #6)
- ジーン・チプリアーノ、ジョン・エリス - オーボエ(on #6)
- ジョー・アン・コールドウェル - コントラバスーン(on #6)
- アーニー・ワッツ - イングリッシュホルン(on #6)
- オスカー・ブラッシャー、ポール・ハビノン - トランペット(on #1, #6)
- チャーリー・ローパー、ジョージ・ボハノン - トロンボーン(on #1, #6)
- アラン・ロビンソン、マリリン・ロビンソン - フレンチホルン(on #1, #6)
- アート・メイビー、ヴィンス・デローザ - フレンチホルン(on #6)
- トミー・ジョンソン - チューバ(on #1, #6)
- マレイ・エイドラー、シド・シャープ、ゴードン・マロン、ビル・クラッシュ、ネイサン・カプロフ、ポリー・スウィーニー - ヴァイオリン(on #1, #6)
- ローリス・デイル、マイク・ノワック、パメラ・ゴールドスミス - ヴィオラ(on #1, #6)
- レイ・ケリー、アン・グッドマン、ジャッキー・ラストガーテン - チェロ(on #1, #6)